# شيد سكين
شيد سكين (بالإنجليزية: Shed Skin) هو محول برمجي يترجم شيفرة مكتوبة ببايثون إلى سي++.